# Portulaka wielkokwiatowa

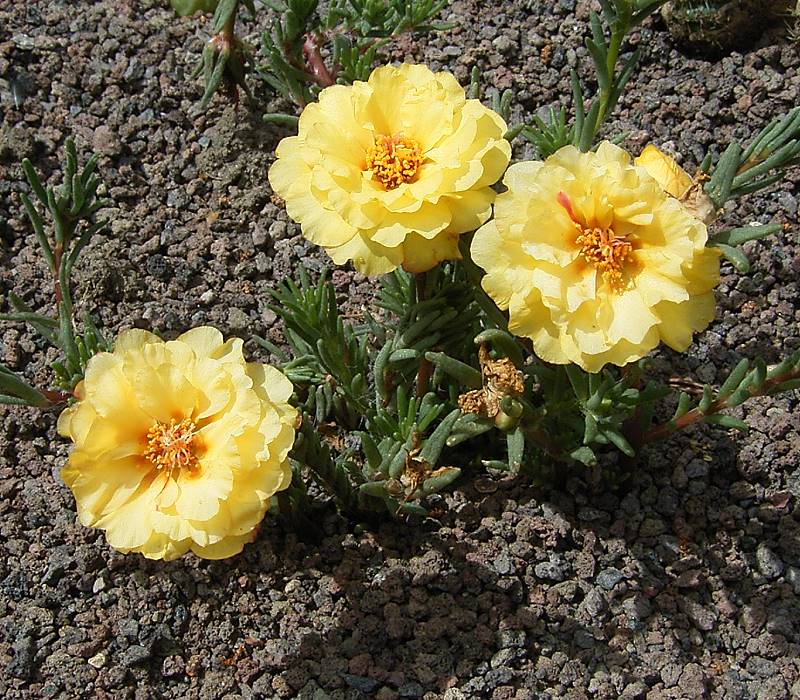
Odmiana o żółtych kwiatach

Portulaka wielkokwiatowa (Portulaca grandiflora Hook.) – gatunek rośliny jednorocznej z rodziny portulakowatych. Pochodzi z Ameryki Południowej, z obszarów Argentyny i Brazylii. Jest w Polsce dość często uprawiana jako roślina ozdobna. Przejściowo dziczeje (efemerofit).

## Morfologia
ŁodygaPłożąca się, mięsista, naga. Ma długość do 15 cm.
LiścieUlistnienie skrętoległe. Liście małe, wałeczkowate, mięsiste.
KwiatyDuże, o średnicy do 4 cm w bardzo dużej gamie kolorów; od białego poprzez żółty, pomarańczowy, różowy, karminowy, ciemnoczerwony aż do fioletowego. Wśród odmian uprawnych występują także kwiaty pełne. Kielich złożony z 2 zrośniętych i wcześnie odpadających działek, słupek na wpół dolny, pręciki liczne.
OwocOtwierająca się wieczkiem torebka. Nasiona drobne, błyszczące, o stalowoszarym kolorze i ślimakowatym kształcie.

## Zastosowania
Roślina ozdobna nadająca się do ogródków skalnych, na murki i na rabaty kwiatowe. Kwitnie od czerwca przez całe lato. Może być też uprawiana w skrzynkach na tarasach i balkonach.

## Uprawa
WymaganiaLubi lekką, żyzną i przepuszczalną glebę. Jest wybitnie światłolubna, dobrze znosi silne upały. Źle natomiast rośnie podczas dłuższych okresów zimnej i deszczowej pogody.
Sposób uprawyRozmnaża się ją z nasion, które zmieszane z piaskiem wysiewa się wprost do gruntu w maju, bezpośrednio na powierzchni ziemi. Można też przygotować wcześniej sadzonki w szklarni lub ciepłym inspekcie w marcu lub kwietniu. Wysadza się je w rozstawie 30 x 15–20 cm. W ciągu lata należy ją kilkukrotnie nawozić rozpuszczonymi w wodzie nawozami wieloskładnikowymi. W okresie zimy należy przechowywać je w szklarni (jasnej i chłodnej), natomiast wiosną wysadza się je drugi raz do doniczek a w maju już na miejsce stałe.